# بازگشت‌ها
بازگشت‌ها (انگلیسی: The Comebacks) یک فیلم در ژانر نقیضه به کارگردانی تام بریدی است که در سال ۲۰۰۷ منتشر شد.

## بازیگران
- دیوید کوچنر
- ملورا هاردین
- بروک نوین
- اندی دیک
- رابرت ری‌چارد
- نورین دیوالف
- متیو لارنس
- نیک سیرسی
- کارل ویترز
- بردلی کوپر
- دکس شپارد
- دنیس رادمن
- اریک کریستین اولسن
- شنون وودوارد
- استیسی کیبلر
- مارتین اسپانجرز
- ویل آرنت
- جون گریس